# 사이공강
사이공강(베트남어: Sông Sài Gòn／瀧柴棍)은 캄보디아의 남동쪽 펌다엉 근처에서 발원하여 베트남의 남부로 흐르는 강이다.

## 개요
북쪽에서 225 km 뻗어 있으며 메콩강 삼각주에서 북동쪽으로 20 km에 있는 나베강으로 흘러가서 남중국해로 합류한다.
사이공강은 호찌민시의 29 km 북동쪽에서 동나이강과 합류하며 호찌민시 바로 위에서 벤깟강과 합류한다. 사이공강은 호찌민시의 중요한 식수원이며, 사이공항을 이루는 자원이기도 하다. 사이공항은 2006년을 기준으로 3500백만 톤의 하물을 선적하고 내렸다.

## 관광
빈끄오이 관광 마을(Binh Quoi Tourist Village)은 사이공강 상의 호찌민시 빈타인군에 있는 탄다반도에 자리잡고 있다.

## 같이 보기
- 사이공항
- 사이공강 터널